# Autostrada A22 (Niemcy)
Autostrada A22 (niem. Bundesautobahn 22 (BAB 22), także niem. Autobahn 22 (A22)) – planowana do 25 czerwca 2010 roku autostrada federalna w Niemczech, która miała połączyć A28 na węźle Westerstede przez tunel Wesertunnel pod rzeką Wezerą z autostradą A27 w Bremerhaven i krzyżować się przy tym z A29 w miejscowości Jaderberg. Obecnie tunelem Wesertunnel prowadzi droga krajowa B437. Autostrada A22 miała ostatecznie dochodzić do miejscowości Stade i tam przechodzić pod Łabą już jako A20.

## Historia
29 maja 2007 roku dolnosaksoński minister transportu Walter Hirche zapowiedział, iż planuje się (w pierwszej kolejności) wybudowanie między Łabą a Wezerą autostrady przechodzącej przez Bremervörde i Loxstedt. Dolnosaksońskie ministerstwo transportu szacuje (przy braku kłopotów formalno-prawnych) rozpoczęcie prac budowlanych na rok 2014 a oddanie gotowego odcinka na rok 2018 do 2020. Wariant północny, którego trasa prowadziłaby przez Lamstedt i Bad Bederkesa do A27 na północ od Bremervörde, nie został ostatecznie wykluczony. Ostateczna decyzja zapadnie w lipcu 2007 po podpisaniu miejscowego planu zagospodarowania przestrzennego.
Wybudowanie A22 było sprawą całkowicie otwartą, a ewentualna inwestycja stała pod znakiem zapytania. Gdyby doszło do zbudowania trasy i oddania jej do ruchu, wówczas – zgodnie nawet z numeracją – A22 przejęłaby funkcję trasy europejskiej E22 od A28 i od A1.
25 czerwca 2010 roku włączono A22 do planowanego przebiegu autostrady A20.

## Kontrowersje
Plany związane z tą inwestycją napotykały na opór ludności zamieszkującej tereny wzdłuż zaplanowanej trasy. Powstała m.in. z inicjatywy społecznej i organizacji popierających ochronę środowiska, która sprzeciwia się związanemu z budową niszczeniu środowiska i krajobrazu, powątpiewa także w cele gospodarcze projektu (stosunek potrzeb do kosztów dla realizacji tego projektu wynosi 1,9) i utrzymuje, że inwestycja narazić może na utratę przez region wielu miejsc pracy (prawdopodobnie chodzi o branżę turystyczną). Stowarzyszenie przeciwników budowy autostrady wysuwa alternatywny projekt, zakładający przeniesienie większej części ciężkiego ruchu kołowego z dróg na szyny.
Budowę autostrady A22 postuluje przede wszystkim gospodarka niemiecka zlokalizowana w portach północnych, i to wcale nie z powodu budowy portu JadeWeserPort w Wilhelmshaven. Planuje się ją raczej jako dalsze połączenie między Holandią a Hamburgiem (jak i dalej ze Skandynawią) co mogłoby odciążyć mocno przepełnioną autostradę A1. W 2006 roku instytucje zainteresowane budową autostrady przeprowadziły zbiórkę pieniędzy (zebrano ponad 750.000 Euro), aby maksymalnie przyspieszyć prace związane z planowaniem trasy.